# ماريو التمان
ماريو التمان (بالألمانية: Mario Altmann)‏ هو لاعب هوكي الجليد نمساوي، ولد في 4 نوفمبر 1986 في فيينا في النمسا.

## وصلات خارجية
- ماريو التمان على موقع EliteProspects.com (الإنجليزية)
- ماريو التمان على موقع Eurohockey.com (الإنجليزية)
- ماريو التمان على موقع HockeyDB.com (الإنجليزية)
- ماريو التمان على موقع أوليمبيديا (الإنجليزية)